# 大西俊一
大西 俊一（おおにし しゅんいち、1930年 - ） は、日本の生物物理学者。京都大学名誉教授。元日本生物物理学会会長。

## 人物・経歴
1953年大阪大学理学部卒業。レーヨン会社からの内定が取り消され、1957年に日本放射線高分子研究協会大阪研究所研究員となった。1961年大阪大学理学博士。1963年京都大学理学部助教授。1964年フルブライト奨学金でスタンフォード大学に留学。1966年帰国。1968年京都大学理学部教授。1988年日本生物物理学会会長。1993年退職、京都大学名誉教授、龍谷大学教授。1998年退職。
1985年内藤記念科学振興賞受賞。

## 著書
- 『生体膜の動的構造』東京大学出版会 1980年